# Hermitage Castle
Hermitage Castle is een kasteel uit de veertiende eeuw in de regio Scottish Borders van Schotland.

## Geschiedenis
Vanwege zijn centrale ligging in het westelijke grensgebied tussen Schotland en Engeland, is Hermitage zeer lang van tactisch belang geweest. Derhalve is er veel om het kasteel gestreden. Aanvankelijk werd er in 1242 een houten kasteel gebouwd door Sir Nicholas de Soules. Hij was de butler van koning Alexander II van Schotland. Na de dood van Alexander III van Schotland en diens kleindochter, Margaretha, jonkvrouw van Noorwegen, was Nicholas de Soules een van de dertien edelen die aanspraak maakten op de Schotse troon. Van deze edelen werd John Balliol in 1292 de nieuwe Schotse koning.
Na de Schotse onafhankelijkheidsoorlog werd in 1320 William de Soules, de zoon van Nicholas, beschuldigd van deelname aan een complot tegen Robert the Bruce. Mogelijk was William de Soules van plan geweest zichzelf tot koning te laten kronen. Vanwege dit complot werden alle eigendommen van De Soules verbeurdverklaard. Ook gaat de overlevering dat William de Soules zich bezighield met hekserij. Hij zou als straf in een loden kist zijn geplaatst, welke vervolgens gevuld werd met kokend water.

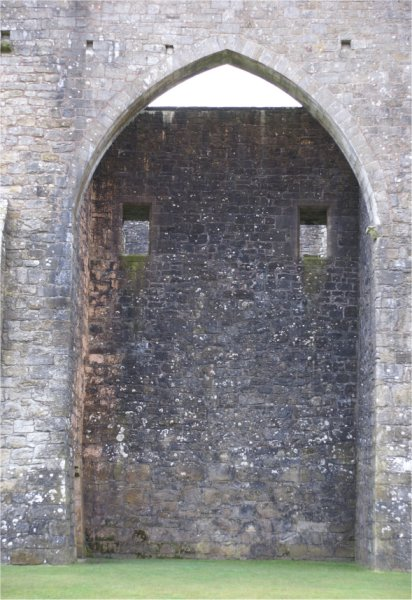
De boogvormige verbinding tussen de twee oostelijke torens.

In 1338 veroverde Sir William Douglas, bijgenaamd the Knight of Liddesdale het kasteel op de Engelsen en verwoestte een gedeelte ervan. In 1346 werd William Douglas echter gevangengenomen door de Engelsen. Hij sloot daarop een overeenkomst met de Engelsen dat ze voortaan ongehinderd door zijn grondgebied mochten trekken richting Schotland. In 1353 werd hij door een achterneef, die ook William Douglas heette, gedood in een gevecht in Ettrick Forest. Deze tweede William Douglas werd later Earl of Douglas. Hij was de zoon van Archibald Douglas, welke op zijn beurt de broer was van James Douglas The Good. Het kasteel bleef tot 1371 in handen van een Engelsman, namelijk Hugh de Dacre, die een stenen constructie begon te bouwen. In 1371 kwam het kasteel in handen van William Douglas. Hij ging door met de bouw van het stenen kasteel.
Na de dood van William Douglas, Earl of Douglas, in 1384 kwam het kasteel eerst in bezit van zijn zoon James Douglas en later kreeg Williams onwettige zoon George Douglas, Earl of Angus, het kasteel. George Douglas wordt gezien als de stamvader van de clan Red Douglas. Naast Hermitage Castle, bezat hij ook Tantallon Castle. In 1492 werd Archibald Douglas, de achterkleinzoon van George Douglas, door Jacobus IV van Schotland gedwongen om Hermitage Castle te ruilen voor Bothwell Castle. De reden hiervoor was dat Archibald in het geheim onderhandelingen had gevoerd met de Engelsen. Jacobus wou derhalve niet dat Archibald nog langer het beheer zou hebben over een kasteel in het grensgebied.
Patrick Hepburn, eigenaar van Bothwell Castle, kreeg hierdoor het beheer van het strategisch belangrijke Hermitage Castle. Naast Hermitage Castle had hij ook het beheer over Crichton Castle. Zijn kleinzoon voerde later ook in het geheim onderhandelingen met Engeland, waarna rond 1550 besloten werd het kasteel in het beheer van de Schotse kroon te houden. James Hepburn, de achterkleinzoon van Patrick Hepburn, was gehuwd met Maria I van Schotland. In 1566 bezocht ze hem in Hermitage Castle.
Nadat Jacobus VI van Schotland, gekroond werd als Jacobus I van Engeland, verloor Hermitage Castle zijn functie en werd verlaten.

## Bouw

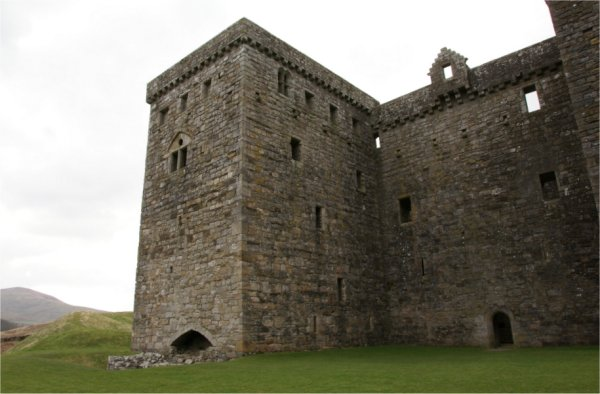
De zuidzijde van Hermitage Castle met daarin de kleine toegangspoort. Aan de linkerzijde de zuidwestelijke toren met onderin de afvoer van de keuken.

Het centrum van het kasteel heeft een vorm van een rechthoek en bestaat uit de constructie die door Hugh de Dacre was begonnen en door William Douglas is afgemaakt. Aan het begin van de vijftiende eeuw werden er vier torens op de hoeken gebouwd. Deze torens werden aan de oost- en westzijde op het niveau van de bovenste etage met elkaar verbonden, waardoor de plattegrond van bovenaf de vorm krijgt van een "H". Door de boogvormige verbinding van de torens aan de west- en oostzijde ontstaat onterecht de indruk dat zich aan die zijdes een grote poort bevindt. De eigenlijke ingang van het kasteel is een kleine deur aan de zuidzijde.
In het verleden bevond zich een houten platform op de bovenste etage rondom het gehele kasteel. Vanaf dit platform was het kasteel beter te verdedigen. Het met elkaar verbinden van de twee westelijke en twee oostelijke torens was vermoedelijk om de constructie van dit platform te vergemakkelijken.
Aan de westzijde van het kasteel bevindt zich een grote aarden wal, welke vermoedelijk een overblijfsel is van het oorspronkelijke houten kasteel van Nicholas de Soules.

## Kapel

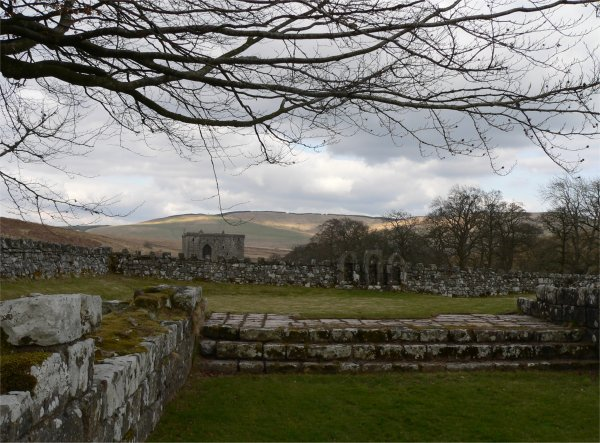
De fundamenten van de kapel met in de verte Hermitage Castle.

Ongeveer een halve kilometer ten westen van het kasteel liggen de fundamenten van een kleine kapel. Deze kapel stamt vermoedelijk uit de dertiende eeuw.

## Beheer
Het beheer van Hermitage Castle is in handen van Historic Environment Scotland.